# Ritual (Tiësto, Jonas Blue en Rita Ora)
Ritual is een nummer van de Nederlandse DJ Tiësto, de Britse platenproducent Jonas Blue en de Britse zangeres Rita Ora. De single werd uitgebracht op 31 mei 2019 via Universal Music.
Op 27 mei 2019 werd het nummer officieel aangekondigd door Blue en Ora op hun sociale media. Het werd tegelijkertijd beschikbaar gemaakt voor vooruitbestelling op iTunes en Spotify. Op 28 mei voegde  Ora meer informatie toe door een foto van zichzelf en de tekst van het nummer te plaatsen. In 2019 stond het nummer op de tweede plek in de Dance 15 van The X Vibe, een jaarlijkse hitlijst met de populairste dancenummers van het jaar. 

## Hitnoteringen

### Nederlandse Top 40
| Hitnotering: 08-06-2019 t/m 30-11-2019 | Hitnotering: 08-06-2019 t/m 30-11-2019 | Hitnotering: 08-06-2019 t/m 30-11-2019 | Hitnotering: 08-06-2019 t/m 30-11-2019 | Hitnotering: 08-06-2019 t/m 30-11-2019 | Hitnotering: 08-06-2019 t/m 30-11-2019 | Hitnotering: 08-06-2019 t/m 30-11-2019 | Hitnotering: 08-06-2019 t/m 30-11-2019 | Hitnotering: 08-06-2019 t/m 30-11-2019 | Hitnotering: 08-06-2019 t/m 30-11-2019 | Hitnotering: 08-06-2019 t/m 30-11-2019 | Hitnotering: 08-06-2019 t/m 30-11-2019 | Hitnotering: 08-06-2019 t/m 30-11-2019 | Hitnotering: 08-06-2019 t/m 30-11-2019 | Hitnotering: 08-06-2019 t/m 30-11-2019 | Hitnotering: 08-06-2019 t/m 30-11-2019 | Hitnotering: 08-06-2019 t/m 30-11-2019 | Hitnotering: 08-06-2019 t/m 30-11-2019 | Hitnotering: 08-06-2019 t/m 30-11-2019 | Hitnotering: 08-06-2019 t/m 30-11-2019 | Hitnotering: 08-06-2019 t/m 30-11-2019 | Hitnotering: 08-06-2019 t/m 30-11-2019 | Hitnotering: 08-06-2019 t/m 30-11-2019 | Hitnotering: 08-06-2019 t/m 30-11-2019 | Hitnotering: 08-06-2019 t/m 30-11-2019 | Hitnotering: 08-06-2019 t/m 30-11-2019 | Hitnotering: 08-06-2019 t/m 30-11-2019 | Hitnotering: 08-06-2019 t/m 30-11-2019 |
| Week:                                  | 1                                      | 2                                      | 3                                      | 4                                      | 5                                      | 6                                      | 7                                      | 8                                      | 9                                      | 10                                     | 11                                     | 12                                     | 13                                     | 14                                     | 15                                     | 16                                     | 17                                     | 18                                     | 19                                     | 20                                     | 21                                     | 22                                     | 23                                     | 24                                     | 25                                     | 26                                     |                                        |
| -------------------------------------- | -------------------------------------- | -------------------------------------- | -------------------------------------- | -------------------------------------- | -------------------------------------- | -------------------------------------- | -------------------------------------- | -------------------------------------- | -------------------------------------- | -------------------------------------- | -------------------------------------- | -------------------------------------- | -------------------------------------- | -------------------------------------- | -------------------------------------- | -------------------------------------- | -------------------------------------- | -------------------------------------- | -------------------------------------- | -------------------------------------- | -------------------------------------- | -------------------------------------- | -------------------------------------- | -------------------------------------- | -------------------------------------- | -------------------------------------- | -------------------------------------- |
| Positie:                               | 29                                     | 19                                     | 15                                     | 11                                     | 8                                      | 6                                      | 6                                      | 5                                      | 5                                      | 6                                      | 7                                      | 8                                      | 10                                     | 11                                     | 11                                     | 11                                     | 13                                     | 14                                     | 11                                     | 11                                     | 12                                     | 14                                     | 14                                     | 22                                     | 33                                     | 40                                     | uit                                    |

### NederlandseSingle Top 100
| Hitnotering: (week 1 t/m 28) 08-06-2019 t/m 14-12-2019 Hitnotering: (week 29 t/m 30) 04-01-2020 t/m 11-01-2020 | Hitnotering: (week 1 t/m 28) 08-06-2019 t/m 14-12-2019 Hitnotering: (week 29 t/m 30) 04-01-2020 t/m 11-01-2020 | Hitnotering: (week 1 t/m 28) 08-06-2019 t/m 14-12-2019 Hitnotering: (week 29 t/m 30) 04-01-2020 t/m 11-01-2020 | Hitnotering: (week 1 t/m 28) 08-06-2019 t/m 14-12-2019 Hitnotering: (week 29 t/m 30) 04-01-2020 t/m 11-01-2020 | Hitnotering: (week 1 t/m 28) 08-06-2019 t/m 14-12-2019 Hitnotering: (week 29 t/m 30) 04-01-2020 t/m 11-01-2020 | Hitnotering: (week 1 t/m 28) 08-06-2019 t/m 14-12-2019 Hitnotering: (week 29 t/m 30) 04-01-2020 t/m 11-01-2020 | Hitnotering: (week 1 t/m 28) 08-06-2019 t/m 14-12-2019 Hitnotering: (week 29 t/m 30) 04-01-2020 t/m 11-01-2020 | Hitnotering: (week 1 t/m 28) 08-06-2019 t/m 14-12-2019 Hitnotering: (week 29 t/m 30) 04-01-2020 t/m 11-01-2020 | Hitnotering: (week 1 t/m 28) 08-06-2019 t/m 14-12-2019 Hitnotering: (week 29 t/m 30) 04-01-2020 t/m 11-01-2020 | Hitnotering: (week 1 t/m 28) 08-06-2019 t/m 14-12-2019 Hitnotering: (week 29 t/m 30) 04-01-2020 t/m 11-01-2020 | Hitnotering: (week 1 t/m 28) 08-06-2019 t/m 14-12-2019 Hitnotering: (week 29 t/m 30) 04-01-2020 t/m 11-01-2020 | Hitnotering: (week 1 t/m 28) 08-06-2019 t/m 14-12-2019 Hitnotering: (week 29 t/m 30) 04-01-2020 t/m 11-01-2020 | Hitnotering: (week 1 t/m 28) 08-06-2019 t/m 14-12-2019 Hitnotering: (week 29 t/m 30) 04-01-2020 t/m 11-01-2020 | Hitnotering: (week 1 t/m 28) 08-06-2019 t/m 14-12-2019 Hitnotering: (week 29 t/m 30) 04-01-2020 t/m 11-01-2020 | Hitnotering: (week 1 t/m 28) 08-06-2019 t/m 14-12-2019 Hitnotering: (week 29 t/m 30) 04-01-2020 t/m 11-01-2020 | Hitnotering: (week 1 t/m 28) 08-06-2019 t/m 14-12-2019 Hitnotering: (week 29 t/m 30) 04-01-2020 t/m 11-01-2020 | Hitnotering: (week 1 t/m 28) 08-06-2019 t/m 14-12-2019 Hitnotering: (week 29 t/m 30) 04-01-2020 t/m 11-01-2020 |
| Week: | 1 | 2 | 3 | 4 | 5 | 6 | 7 | 8 | 9 | 10 | 11 | 12 | 13 | 14 | 15 | 16 |
| --- | --- | --- | --- | --- | --- | --- | --- | --- | --- | --- | --- | --- | --- | --- | --- | --- |
| Positie: | 51 | 41 | 26 | 21 | 19 | 14 | 14 | 11 | 11 | 15 | 15 | 18 | 19 | 20 | 24 | 24 |
| Week: | 17 | 18 | 19 | 20 | 21 | 22 | 23 | 24 | 25 | 26 | 27 | 28 | | 29 | 30 | |
| Positie: | 23 | 26 | 26 | 29 | 33 | 41 | 40 | 36 | 41 | 51 | 60 | 78 | uit | 94 | 95 | uit |

### VlaamseUltratop 50
| Hitnotering: (week 1) 15-06-2019 Hitnotering: (week 2 t/m 26) 29-06-2019 t/m 14-12-2019 | Hitnotering: (week 1) 15-06-2019 Hitnotering: (week 2 t/m 26) 29-06-2019 t/m 14-12-2019 | Hitnotering: (week 1) 15-06-2019 Hitnotering: (week 2 t/m 26) 29-06-2019 t/m 14-12-2019 | Hitnotering: (week 1) 15-06-2019 Hitnotering: (week 2 t/m 26) 29-06-2019 t/m 14-12-2019 | Hitnotering: (week 1) 15-06-2019 Hitnotering: (week 2 t/m 26) 29-06-2019 t/m 14-12-2019 | Hitnotering: (week 1) 15-06-2019 Hitnotering: (week 2 t/m 26) 29-06-2019 t/m 14-12-2019 | Hitnotering: (week 1) 15-06-2019 Hitnotering: (week 2 t/m 26) 29-06-2019 t/m 14-12-2019 | Hitnotering: (week 1) 15-06-2019 Hitnotering: (week 2 t/m 26) 29-06-2019 t/m 14-12-2019 | Hitnotering: (week 1) 15-06-2019 Hitnotering: (week 2 t/m 26) 29-06-2019 t/m 14-12-2019 | Hitnotering: (week 1) 15-06-2019 Hitnotering: (week 2 t/m 26) 29-06-2019 t/m 14-12-2019 | Hitnotering: (week 1) 15-06-2019 Hitnotering: (week 2 t/m 26) 29-06-2019 t/m 14-12-2019 | Hitnotering: (week 1) 15-06-2019 Hitnotering: (week 2 t/m 26) 29-06-2019 t/m 14-12-2019 | Hitnotering: (week 1) 15-06-2019 Hitnotering: (week 2 t/m 26) 29-06-2019 t/m 14-12-2019 | Hitnotering: (week 1) 15-06-2019 Hitnotering: (week 2 t/m 26) 29-06-2019 t/m 14-12-2019 | Hitnotering: (week 1) 15-06-2019 Hitnotering: (week 2 t/m 26) 29-06-2019 t/m 14-12-2019 |
| Week:                                                                                   | 1                                                                                       |                                                                                         | 2                                                                                       | 3                                                                                       | 4                                                                                       | 5                                                                                       | 6                                                                                       | 7                                                                                       | 8                                                                                       | 9                                                                                       | 10                                                                                      | 11                                                                                      | 12                                                                                      | 13                                                                                      |
| --------------------------------------------------------------------------------------- | --------------------------------------------------------------------------------------- | --------------------------------------------------------------------------------------- | --------------------------------------------------------------------------------------- | --------------------------------------------------------------------------------------- | --------------------------------------------------------------------------------------- | --------------------------------------------------------------------------------------- | --------------------------------------------------------------------------------------- | --------------------------------------------------------------------------------------- | --------------------------------------------------------------------------------------- | --------------------------------------------------------------------------------------- | --------------------------------------------------------------------------------------- | --------------------------------------------------------------------------------------- | --------------------------------------------------------------------------------------- | --------------------------------------------------------------------------------------- |
| Positie:                                                                                | 46                                                                                      | uit                                                                                     | 40                                                                                      | 33                                                                                      | 31                                                                                      | 24                                                                                      | 17                                                                                      | 20                                                                                      | 20                                                                                      | 14                                                                                      | 12                                                                                      | 10                                                                                      | 11                                                                                      | 12                                                                                      |
| Week:                                                                                   | 14                                                                                      | 15                                                                                      | 16                                                                                      | 17                                                                                      | 18                                                                                      | 19                                                                                      | 20                                                                                      | 21                                                                                      | 22                                                                                      | 23                                                                                      | 24                                                                                      | 25                                                                                      | 26                                                                                      |                                                                                         |
| Positie:                                                                                | 14                                                                                      | 11                                                                                      | 12                                                                                      | 16                                                                                      | 11                                                                                      | 16                                                                                      | 17                                                                                      | 15                                                                                      | 20                                                                                      | 25                                                                                      | 45                                                                                      | 46                                                                                      | 47                                                                                      | uit                                                                                     |